# Franz Xaver Bobleter

Porträt Franz Xaver Bobleters

Franz Xaver Bobleter (* 6. August 1800 in Feldkirch; † 2. Mai 1869 in Feldkirch) war ein österreichischer Maler.
Die bekanntesten Werke Bobleters sind seine zahlreichen Porträts und Landschaftsbilder im Biedermeier-Stil. Seine religiösen Bildwerke lassen auch Einflüsse der klassizistischen und der Nazarener Stilrichtung erkennen. Bobleter ist heute vor allem als „Hausmaler“ der oberösterreichischen Sensenschmiedfamilien des Biedermeier bekannt.

## Leben und Wirken
Bobleter wuchs in Feldkirch als Enkel des aus Dornbirn zugewanderten Malers Joseph Anton Bobleter auf. Sein Großonkel war der Fassmaler Johann Michael Bildstein, sein Urgroßvater der Feldkircher Maler Franz Joseph Walser. Im November 1821 reiste er mit einem Darlehen der Stadt Feldkirch über Salzburg nach Wien, wo er bis zu seiner Aufnahme an der Akademie von den Malern Joseph Anton Rhomberg und Johann Zitterer unterrichtet wurde. Bereits während seines Studiums (1822 bis 1826) führte er zahlreiche Aufträge für Porträts und Altarbilder aus, etwa für die Priesterhauskirche in Wien (1825), die Kirchen von Stockerau, Fischamend, Enzersdorf, Schwadron und Großwetzdorf. Im Sommer 1825 unternahm er eine Reise in die Steiermark, 1826 in die Wachau, wo Naturstudien und Miniaturporträts entstanden. 1827 wurden zwei seiner Altarbilder mit dem Diplom der Akademie für Historienmalerei ausgezeichnet.
Auf der Fahrt von seinem Studienort Wien in seine Vorarlberger Heimat machte er im Mai 1827 kurz Station in Linz, um einen Freund, den Magistratsbeamten Ferdinand von Nagel, zu besuchen, ein paar Bilder malen und etwas Geld zu verdienen. Er blieb schließlich – mit Unterbrechungen – bis 1846. Nach einem kurzen Aufenthalt in der Vorarlberger Heimat 1828 ließ er sich in Linz als freischaffender Künstler nieder und wohnte Am Wasser Nr. 243. Für die lithographische Anstalt des Josef Hafner, mit dem er seit der gemeinsamen Studienzeit an der Wiener Akademie befreundet war, zeichnete und lithographierte er ab 1829. 1830 lernte er den oberösterreichischen Sensengewerken Caspar Zeitlinger kennen, der ihn einlud, ihn und seine Familie zu porträtieren.

„Ich erinnere mich eben jetzt recht lebhaft daran, wie ich dann Ihrem Wunsche gemäß bald in jene herrliche paradisische Gegend zu Ihnen kam, durch freundliche Aufnahme in Ihrem Hause Geschäfte und Vergnügen aller Art abwechselnd den ganzen Sommer zubrachte. Sie, Ihre Angehörigen, Verwandten und Freunde veranlaßten mich dann, einem Zugvogel gleich viele folgende Jahre wieder zu kehren, und ich gestehe in Warheit daß es immer mit Freude und Vergnügen geschah.“

Der in etwa gleichaltrige Zeitlinger wurde zum Freund und Mäzen des Künstlers, welcher zum bevorzugten Porträtisten des Adels, der Linzer Bürger und der oberösterreichischen Sensengewerken aufstieg. In den darauffolgenden Jahren schuf Bobleter zahlreiche Porträts der Sensenschmiedfamilien Zeitlinger, Weinmeister, Piesslinger und Koller, was ihm Ansehen und Wohlstand verschaffte. So erhielt er etwa für ein Porträt der Familie Koller den Angaben in seinem Werkverzeichnis zufolge 800 Gulden. 1831 und 1832 wirkte er abwechselnd in Kirchdorf an der Krems und Linz und reiste zur Erholung nach Wien. 1833 und 1834 malte er auf Einladung von Fürst Schwarzenberg einige Porträts in Budweis und Krumau. Zurück in Linz schuf er anlässlich des Todes Kaiser Franz I. eine Reihe von Bildnissen von dessen Nachfolger Ferdinand I. 1838 entstand ein großes Gruppenbild der Familie Weinmeister aus Spital am Pyhrn. In den darauffolgenden Jahren widmete sich Bobleter zusätzlich zur Porträtmalerei verstärkt der Landschaftsdarstellung und dem Restaurieren von Heiligenbildern.
1846 verließ Bobleter sein Atelier in der Linzer Zollamtsstraße Nr. 3 und kehrte in seine Heimatstadt Feldkirch zurück, wo er weiter als Porträt- und Landschaftsmaler, aber auch als Restaurator arbeitete und mehrere sakrale Bilder und Fresken schuf. Von Feldkirch aus beschickte er erstmals 1852 die Ausstellung des Oberösterreichischen Kunstvereins. Werke Bobleters befinden sich beispielsweise im vorarlberg museum in Bregenz, im Schattenburgmuseum in Feldkirch, im OÖ. Landesmuseum in Linz, und im OÖ. Sensenschmiedemuseum in Micheldorf. Außerdem haben sich zahlreiche seiner Werke in oberösterreichischem und Vorarlberger Privatbesitz erhalten.

## Werke (Auswahl)

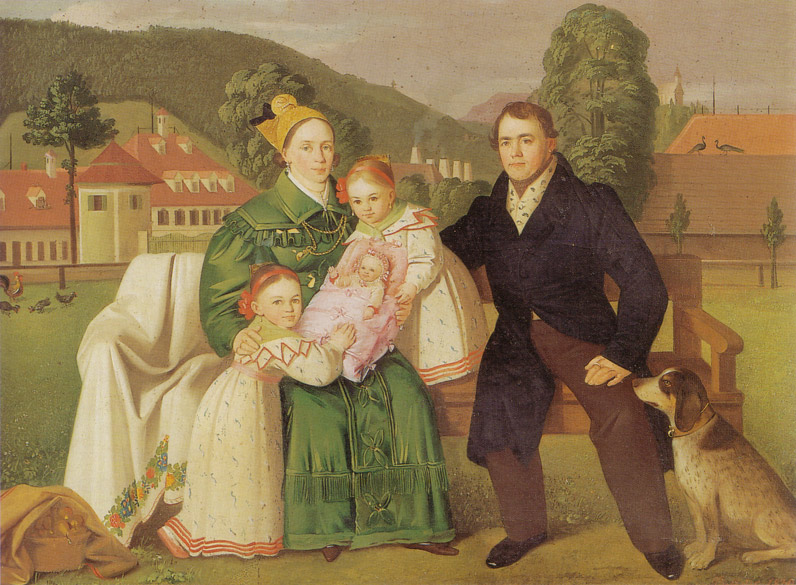
Familie des Caspar Zeitlinger (1830)

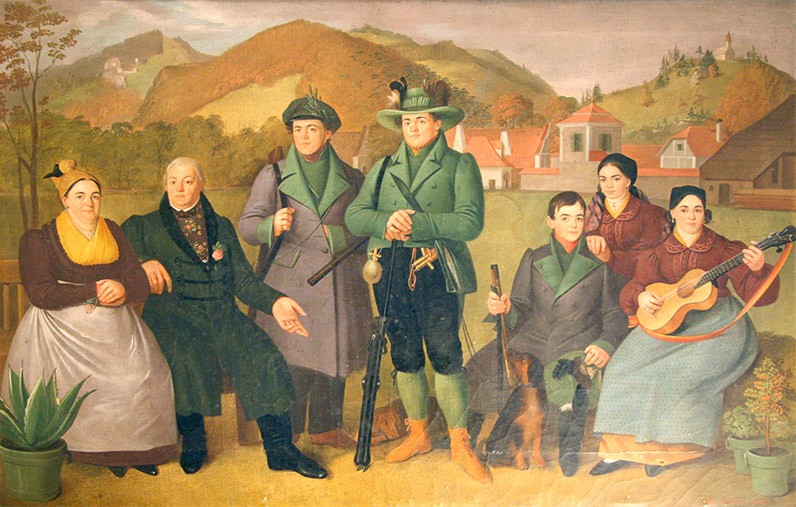
Familie des Franz Seraphin Zeitlinger an der Zinne (1830)

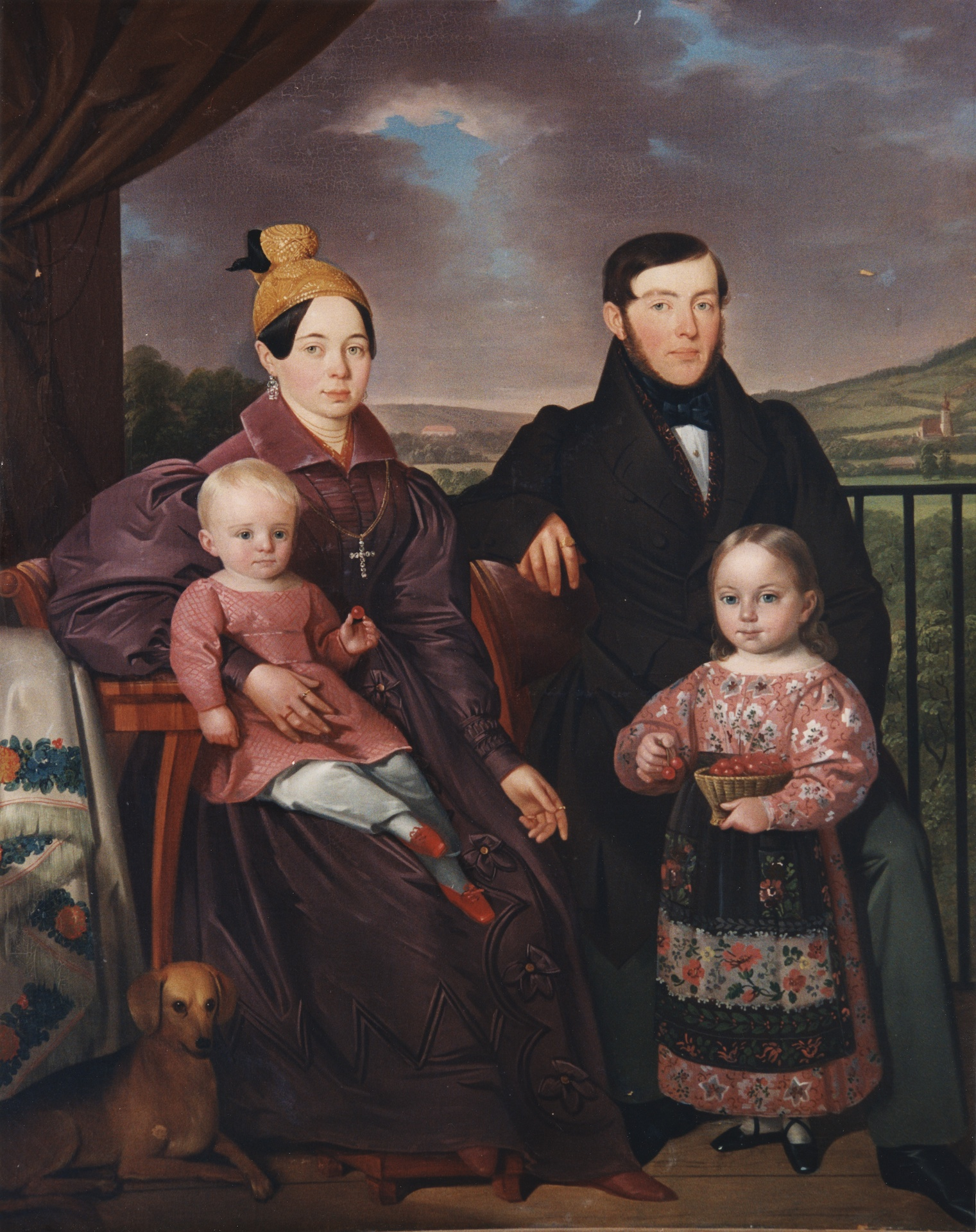
Familie des Christoph Conrad Weinmeister

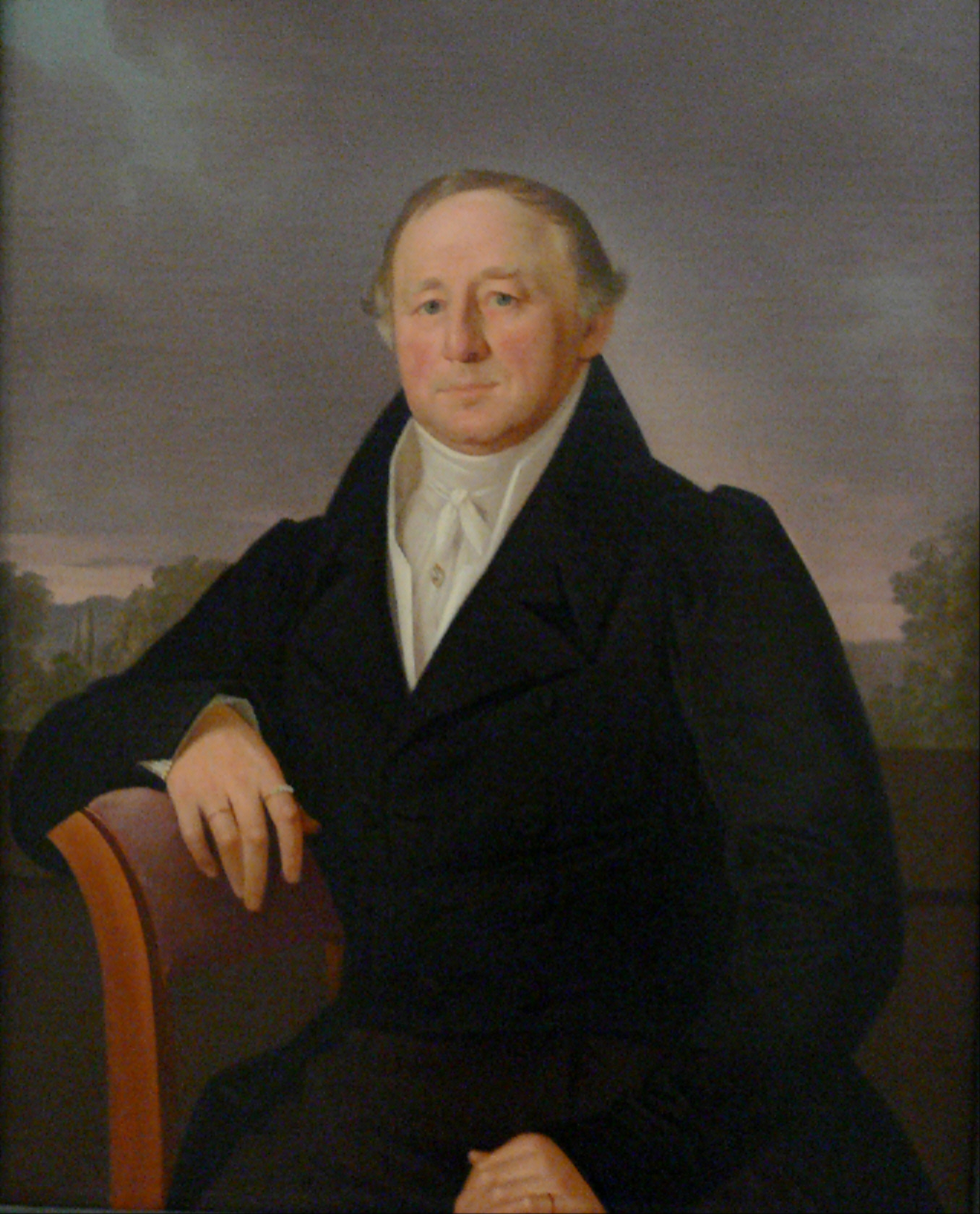
Handelsherr (1831)

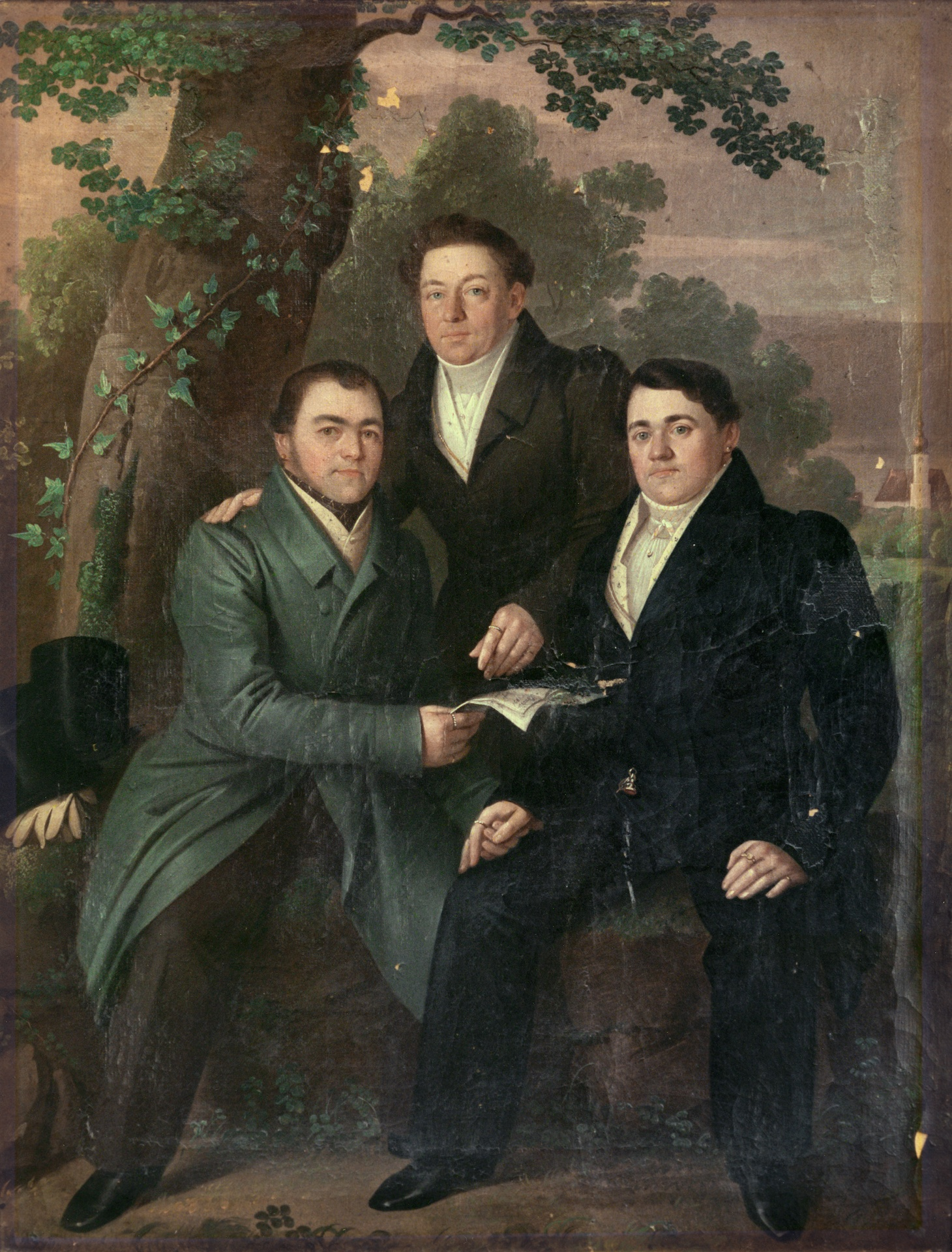
Drei Geschäftsfreunde (1831)

### Gemälde
- Altarbild in der Priesterhauskirche, Wien, 1825
- Altarbilder in Stockerau, Fischamend, Enzersdorf, Schwadorf und Großwetzdorf
- Porträt einer Dame mit Becherhaube (Feldkirch, Schattenburgmuseum), 1828, Öl auf Leinwand
- Selbstbildnis (Bregenz, vorarlberg museum), um 1827
- Bildnis Johann Nepomuk Ungnad von Weissenwolff (Privatbesitz), 1927
- Der Postmeister Carl Öllacher, seine Frau und seine Eltern (Wels, Stadtmuseum), 1829
- Familie des Caspar Zeitlinger (Micheldorf, OÖ. Sensenschmiedemuseum), 1830, Öl auf Leinwand, 55 × 69 cm
- Familie des Franz Seraphin Zeitlinger an der Zinne (Micheldorf, OÖ. Sensenschmiedemuseum), 1830, Öl auf Leinwand
- Porträt des Franz Seraphin Zeitlinger (Micheldorf, OÖ. Sensenschmiedemuseum), Öl auf Leinwand, 73,5 × 57,5 cm
- Porträt der Seraphine Maria Theresia Zeitlinger (Micheldorf, OÖ. Sensenschmiedemuseum), Öl auf Leinwand, 72 × 56,5 cm
- Damenporträt aus der Sensenschmiedefamilie Zeitlinger (Linz, Stadtmuseum Nordico), um 1830, Öl auf Leinwand
- Handelsherr (Bregenz, vorarlberg museum), 1831, Öl auf Leinwand
- Drei Geschäftsfreunde (Micheldorf, OÖ. Sensenschmiedemuseum), 1831, Öl auf Leinwand, 57 × 43 cm
- Ansicht des Kremstales vom Ziehberg (OÖ. Sensenschmiedemuseum), Öl auf Leinwand
- Gnadenbild (Micheldorf, OÖ. Sensenschmiedemuseum), Öl auf Leinwand
- Anna Maria Weinmeister (Privatbesitz), 1832, Öl auf Leinwand, 49,5 × 38,5 cm
- Bildnis Kaiser Ferdinands I. für den Landschaftssitzungssaal des Landhauses in Linz
- Bildnis Kaiser Franz I. (OÖ. Landesmuseum)
- Bildnis Erzherzog Karls (OÖ. Landesmuseum)
- Familie des Christoph Conrad Weinmeister (Privatbesitz), 1837, Öl auf Leinwand, 108 × 88 cm
- Familie des Gottlieb Weinmeister (Privatbesitz), um 1838, Öl auf Leinwand, 119 × 156 cm
- Kreuzweg der Stadtpfarrkirche Linz, 1839 (nicht erhalten)
- Altarbilder in den Kirchen von Peuerbach, Neuhofen und St. Conrad, 1841
- Kreuzweg der Pfarrkirche Wolfern, 1841 (jetzt in der Pfarrkirche St. Johann am Wimberg)[4]
- Familie des Caspar Zeitlinger (Privatbesitz), Linz 1842, Öl auf Leinwand, 168 × 125 cm
- Porträt des Franz de Paul Schröckenfux (Privatbesitz), 1842, Öl auf Leinwand, 49,5 × 37,5 cm
- Porträt der Katharina Pießlinger (Privatbesitz), 1842, Öl auf Leinwand, 49,5 × 37,5 cm
- Porträt des Gottlieb II. Weinmeister mit Verdienstmedaille (Privatbesitz), 1843, Öl auf Leinwand, 76 × 58,5 cm
- Porträt des Gottlieb III. Weinmeister (Privatbesitz), 1843, Öl auf Leinwand, 74 × 58,5 cm
- Porträt der Juliane Weinmeister (Privatbesitz), 1843, Öl auf Leinwand, 74 × 58,5 cm
- Ansicht des Helmlwerkes in Dürnbach (Privatbesitz), Öl auf Leinwand
- Altarbild in der Evangelischen Kirche Linz, 1844
- Altarbild in Windischgarsten, 1845
- Porträt des Johann Adam Piesslinger (Privatbesitz), Linz 1845, Öl auf Leinwand, 81 × 65 cm
- Porträt der Theresia Piesslinger (Privatbesitz), Linz 1845, Öl auf Leinwand, 81 × 65 cm
- Familie des Mathäus Koller (Kopie in Privatbesitz), 1845, Öl auf Leinwand, 117 × 150 cm
- Chemiefabrikant Josef Fidel Ebenhoch und seine Familie (Bregenz, vorarlberg museum), 1847, Öl auf Leinwand
- Die Färberei von Getzner & Comp. in der Felsenau bei Frastanz
- Altarblätter in der Alten Pfarrkirche hl. Michael in Feldkirch-Tisis, 1859/1860
- Fresken unter den Arkaden des Feldkircher Friedhofs St. Peter und Paul
- Altarblätter im Kapuzinerkloster Feldkirch
- Altarblätter in der Pfarrkirche Gisingen
- Altarblätter in St. Peter in Rankweil
- Kreuzwegstationen in der Pfarrkirche Altenstadt

### Lithografien
- Wallfahrtskirche auf dem Pöstlingberg / nächst Linz (Wien, Nationalbibliothek, Inv.Nr. Vues II 21243; Linz, Stadtmuseum Nordico, Inv.Nr. 2756, 2757; OÖ. Landesmuseum), Lithografie, 20 × 26,7 cm
- Margareten und der Kalvarienberg / nächst Linz (Wien, Nationalbibliothek, Inv.Nr. Vues II 21333; Linz, OÖ. Landesmuseum), 1829, Lithographie, 20,5 × 27,5 cm
- Schloß Hagen nächst Linz (Wien, Nationalbibliothek, Inv.Nr. Vues II 19373; OÖ. Landesmuseum), 1829, Lithographie, 20,4 × 27,3 cm
- Schloß Ottensheim / im Mühlkreise (Wien, Nationalbibliothek, Inv.Nr. Vues II 21289; Linz, Stadtmuseum Nordico), 1829, Lithographie, 20,5 × 27,5 cm
- Ansicht der Stadt Feldkirch / in Vorarlberg (Linz, OÖ. Landesmuseum), Lithografie, 32,7 × 49,5 cm
- Bildnis Josef Lüftenegger (Linz, Stadtmuseum Nordico, Inv.Nr. 4154), 1829, Lithografie, 32 × 22,5 cm
- Christus (Linz, OÖ. Landesmuseum), vor 1830, 17 × 14,5 cm
- Mater dolorosa (Linz, Stadtmuseum Nordico, Inv.Nr. 7300), Lithografie, 23,6 × 20,8 cm
- Ecce homo (Linz, Stadtmuseum Nordico, Inv.Nr. 7301), Lithografie, 24 × 20,9 cm
- Aufgebahrter Heiland (Linz, Stadtmuseum Nordico, Inv.Nr. 7304), Lithografie, 15,9 × 25,4 cm
- Carl Remmark / Als Habakuk aus dem Original Zauberspiel Der Alpenkönig und der Menschenfeind von Ferdinand Raimund (Linz, Stadtmuseum Nordico, Inv.Nr. 4130; OÖ. Landesmuseum; Wienmuseum), Lithografie, 31 × 15,8 cm
- Bildnis des Obersten Karl Ludwig Konstantin Freiherr von Schönnermark (Linz, Stadtmuseum Nordico, Inv.Nr. 4120), Lithografie, 29,2 × 24,2 cm
- Gottlieb Weinmeister Sensenschmied zu Spital am Pyhrn in Oberösterr. (Linz, Stadtmuseum Nordico, Inv.Nr. 4079), Lithografie, 20,1 × 16,7 cm
- A.R.P. Eremitus Fr. Xav. Zimmermann (Linz, Stadtmuseum Nordico, Inv.Nr. 4046, 4047; OÖ. Landesmuseum), 1840, Lithografie, 14,7 × 15,5 cm